# جرم (فیلم ۲۰۰۵)
جرم (به هندی: Jurm) فیلمی محصول سال ۲۰۰۵ و به کارگردانی ویکرام بات است. در این فیلم بازیگرانی همچون بابی دئول، لارا دوتا، میلیند سمان، شاکتی کاپور، گول پاناگ، اشیش ویدیارتی ایفای نقش کرده‌اند.

## داستان
مردی ثروتمند به نام آویناش مالهوترا(بابی دئول) به جرم قتل همسرش سانجانا(لارا دوتا) دستگیر می شود و در دادگاه چون همه شواهد علیه اوست به زندان محکوم می شود، در زندان دوستش روهیت(میلیند سمان) به ملاقات او می رود و از او می خواهد تا به او وکالت دهد تا کنترل تمام اموال او در اختیارش باشد.
چندی بعد روهیت به آویناش کمک می کند تا از زندان فرار می کند اما پس از فرار از زندان در حالی که روهیت قصد کشتن او را دارد و آویناش می فهمد این نقشه خود روهیت بوده که تا به زندان بیفتد اما روهیت به او شلیک می کند و با این تصور که آویناش مرده است او را رها می کند. دختری به نام سونیا(گول پاناگ) که از دوستان آویناش است او را نجات می دهد.
آویناش می فهمد که روهیت با استفاده از ثروت او در مالزی سرمایه گذاری کرده است.او به همراه سونیا به مالزی می رود پس از سفر به مالزی می فهمد سانجانا زنده است و در اجرای این نقشه همدست روهیت بوده است.در نهایت راویناش روهیت را می کشد و سانجانا که بحران روحی پیدا کرده است به زندان می افتد.در نهایت راویناش با سونیا ازدواج می کند.